# リモシラクトバチルス・ロイテリ
リモシラクトバチルス・ロイテリ (Limosilactobacillus reuteri) とは哺乳類や鳥類の消化管に生息しているグラム陽性の乳酸桿菌の一種である。1980年代初頭に初めて類型化され、L. reuteriの数菌株はプロバイオティクスとして乳児疝痛 (乳児の夜泣きや長泣きの原因の一つ)、下痢、便秘を含む機能性胃腸疾患、ピロリ菌、虫歯菌、歯周病菌の発育抑制などを目的に広く利用されている。スウェーデンのBioGaia ABは保健効果のある重要なL. reuteriの菌株の多くを所有しており、商業的な利用に関する多くの異なった特許の登録を行っている。

## 概要
リモシラクトバチルス・ロイテリ(Limosilactobacillus reuteri)の存在自体は古くから認識されていたが、そのプロバイオティクス特性に関する知見について研究が進んできたのはごく最近のことである。
20世紀の変わり目にはL. reuteri は早くも乳酸菌として科学的に分類されていたが、この時点では誤ってラクトバチルス・ファーメンタム菌（Lactobacillus fermentum）のグループに分類されていた。1960年代には、ドイツの微生物学者ゲルハルト・ロイター(Gerhard Reuter)博士によるさらなる研究の結果、L. reuteri （最終的に彼の名前に因んで命名された）はL. fermentumと区別されるようになり、ロイター博士はLactobacillus fermentum biotypeⅡとして再分類した。
1980年Kandler、Setter、KöhlらによりL. reuteri はまったく異なった種として最終的に同定された。この研究グループはL. reuteri 及びLactobacillus fermentumの他の生物型（biotype）との間に顕著な差を発見したことから、正式な種としての固有性を与えるべきだと提案した。彼らは発見者であるロイター博士に因んで種名を「Reuteri（ロイテリ）」とし、以来L. reuteri は乳酸杆菌属(Lactobacillus)内の独立した種として認識されるようになった。
2020年には属分類の再評価がなされ、Lactobacillus reuteriからLimosilactobacillus reuteriに分類しなおされた
L. reuteri の細胞の形態はわずかに不規則で両端が丸く少し湾曲している。大きさは通常0.7-1.0×2.5-5.0μmで、単独であったり、ペアであったり、集団で存在する。グラム陽性の嫌気性乳酸桿菌でヘテロ発酵を行い、最適発酵温度は45℃である。

## 生態
1980年代初頭、明確な種として認識されるや科学者達により自然界から多くのL. reuteri が発見されるようになった。その多くは食品からで特に肉や乳製品から単離されるようになった。
科学者達が健康な動物の腸にL. reuteri が定着していることを発見し始めるにつれ、L. reuteri への関心も増加し始めた。1960年代にロイター博士により最初にヒトの糞便や腸のサンプルからL. reuteri が単離されたが、この研究はその後他の研究者によって繰り返し行われた。同様の実験（健康な動物の糞便や腸からL. reuteri を単離しようとする試み）はヒト以外の種に対して行われたが、L. reuteri はほ乳類と鳥類の全体にほぼ普遍的に存在することが証明された。例えば、健康なヒツジ、ニワトリ、ブタ、及びげっ歯類の腸内にL. reuteri が自然に存在していることが確認されている。
さらに、様々な動物の腸内細菌叢においてLactobacillus acidophilus（アシドフィルス菌）を含む主要な18種を検出する研究において、L. reuteri は試験したそれぞれの宿主の腸内に存在する乳酸桿菌種(Lactobacillus sp)の「主要素」を構成する唯一の細菌だった。これは自然界に存在する腸内細菌の中で最も遍在している菌種として現在十分に認識されている。
関連した研究で、各動物宿主は宿主固有の、例えば、ラットはラット特有の、ブタはブタ特有のL. reuteri 菌株を持っていることがわかってきた。L. reuteriの普遍性は、このような宿主特異性の進化に連動して宿主生物の健康を促進する重要性について科学者が推論することにつながった

## 効果

### 抗菌物質
L. reuteri はロイテリン、ロイテリン6、ロテリサイクリンを産生することが知られている。
ロイテリンは数種の有害なグラム陰性菌、グラム陽性菌、酵母、カビ、原生動物の成長を阻害する。リモシラクトバチルス・ロイテリ菌は、有益な腸内細菌を殺さずに有害な生物の成長を阻害するのに十分な量のロイテリンを分泌することができ、そのため腸内フローラを保ったまま腸への侵入者を排除することができる。